# یانا کلوچکووا
یانا کلوچکووا (به روسی: Яна Клочкова - Yana Klochkova) ورزشکار زن رشتهٔ شنا اهل کشور اوکراین است. وی در بین سال‌های ‎۲۰۰۰ تا ۲۰۰۴ میلادی در مسابقات بازی‌های المپیک تابستانی در مجموع ۵ مدال، شامل ۴ مدال طلا و ۱ نقره را کسب کرد.